# 제36회 영국 아카데미 영화상
제36회 영국 아카데미 영화상은 1982년의 최고의 영화를 기리기 위해 1983년에 열린 시상식이다.

## 수상

### 작품상
- 간디 - 리차드 아텐보로 수상

### 데이빗 린 상
- 간디 - 리차드 아텐보로 수상

### 칼 포먼 상
- 간디 - 벤 킹슬리 수상

### 남우주연상
- 간디 - 벤 킹슬리 수상

### 여우주연상
- 황금 연못 - 캐서린 헵번 수상

### 남우조연상
- 레즈 - 잭 니콜슨 수상

### 여우조연상
- 간디 - 로히니 헤이턴거디 수상
- 레즈 - 모린 스태플튼 수상

### 각본상
- 미싱 - 코스타 가브라스 수상

### 편집상
- 미싱 - 프랑수아 보노 수상

### 촬영상
- 블레이드 러너 - 조던 그로넨웨스 수상

### 음향상
- 핑크 플로이드의 벽 - James Guthrie 수상

### 의상상
- 블레이드 러너 - 찰스 노드 수상

### 분장상
- 불을 찾아서 - Sarah Monzani 수상

### 특수시각효과상
- 폴터가이스트 - Richard Edlund 수상

### 프로덕션디자인상
- 블레이드 러너 - 로렌스 G. 폴 수상

### 외국어영화상
- Francesco Rosi 수상

### 단편애니메이션작품상
- 데이빗 앤더슨 수상

### 단편영화작품상
- Ian Knox 수상

### 안소니 아스퀴스상
- 이티 - 존 윌리엄스 수상
- 핑크 플로이드의 벽 - Roger Waters 수상

## 같이 보기
- 제55회 아카데미상
- 제8회 세자르상
- 제35회 미국 감독 조합상
- 제40회 골든 글로브상
- 제3회 골든 래즈베리상
- 제35회 미국 작가 조합상